# Maruina spinosa
Maruina spinosa és una espècie d'insecte dípter pertanyent a la família dels psicòdids que es troba a Sud-amèrica: l'estat de Santa Catarina (el Brasil).